# 3761 Romanskaya
A 3761 Romanskaya (ideiglenes jelöléssel 1936 OH) a Naprendszer kisbolygóövében található aszteroida. Grigory Neujmin fedezte fel 1936. július 25-én.